# Johann Friedrich von Eschscholtz
Johann Friedrich von Eschscholtz (Russisch: Иоганн Фридрих фон Эшшольц, Iogann Fridrich fon Esjsjolts) (Tartu, 12 november 1793 - 19 mei 1831) was een Baltisch-Duitse arts, botanicus, zoöloog en entomoloog. Zijn standaardaanduiding in de botanische nomenclatuur luidt Eschsch.
Eschscholtz werd geboren in Tartu, Gouvernement Riga in het Russische Rijk. Hij studeerde geneeskunde aan de Keizerlijke Universiteit van Dorpat en bracht daar ook het belangrijkste deel van zijn carrière door, hij was daar achtereenvolgens bijzonder hoogleraar anatomie (1819), directeur van het zoölogisch kabinet (1822) en professor in de anatomie (1828).
Van 1815 tot 1818 voer Eschscholtz mee als arts en natuuronderzoeker op het Russische onderzoekschip Rjoerik (Russisch: Рюрик) onder het bevel van Otto von Kotzebue. Hij verzamelde planten en dieren in Brazilië, Chili, Californië, de eilanden in de Stille Oceaan (vroeger Stille Zuidzee), en aan beide zijden van de Beringstraat, Kamtsjatka, en de Aleoeten. Een van de andere natuuronderzoekers wat de botanicus Adelbert von Chamisso, die uiteindelijk meerdere verzamelingen van Eschscholtz overnam, met uitzondering van de insecten. De twee waren goede vrienden en Chamisso noemde in zijn eer het slaapmutsje (Eschscholzia californica) naar hem. De resultaten van de reis werden gepubliceerd in het Berlijnse tijdschrift Entomographien in 1822.
Van 1823 tot 1826 ging Eschscholtz voor de tweede keer mee met een grote onderzoeksreis, dit keer op het schip Predpriatië (Russisch: Предприятие), of Enterprise, opnieuw met Kotzebue als commandant. Hij verzamelde weer grote collecties, hoofdzakelijk van Coleoptera, in de tropen en Unalaska, Sitka en in Californië.
Vóór zijn vroege dood bezocht Eschscholtz de Franse entomoloog en coleoptera expert Pierre François Marie Auguste Dejean. Eschscholtz bepaalde aan de hand van de verzamelingen van Dejean, welke van de door hem verzamelde soorten, nieuw waren. De binomiale namen die hij ze gaf, inclusief de omschrijvingen werden gepubliceerd door Dejean, na de dood van Eschscholtz. Ze werden door Dejean toegeschreven aan Eschscholtz maar na het juist toepassen van de regels van de nomenclatuur is zijn naam komen te vervallen.
Eschscholtz was een van de eerste en belangrijkste wetenschappers op het gebied van de exploratie van de Stille Oceaan, Alaska en Californië. Hij publiceerde onder andere: System der Akalephen (1829), en de Zoologischer Atlas (1829–1833). Eschscholtz was de eerste natuuronderzoeker die de eikelwormen uit de familie van de kraagdragers (Balanoglossus) beschreef, die hij aangetroffen had op de Marshalleilanden in 1825.
Kotzebue vernoemde een eiland van de Marshalleilanden het Eschscholtz Atol naar hem. Deze atol werd later, in 1946, omgedoopt naar Bikini. Kotzebue noemde ook een kleine baai ten oosten van Kotzebue Sound naar Eschscholtz.
Zijn insectencollecties zijn bewaard gebleven in het Zoölogisch Museum in Moskou en in het natuurhistorisch museum van Tartu en Helsinki.
- Bibsys: 4041838
- Author citation (botany): Eschsch.
- CiNii: DA10387508
- Stuttgart Database of Scientific Illustrators 1450–1950: 6771
- Gemeinsame Normdatei: 116569514
- International Standard Name Identifier: 0000 0000 8380 1516
- Library of Congress Control Number: n85829249
- Nationale bibliotheek van Australië: 35068022
- Nationale Bibliotheek van Israël: 987007280005805171
- Nederlandse Thesaurus van Auteursnamen: 14827871X
- Réseau des bibliothèques de Suisse occidentale: 02-A003221925
- SNAC: w67m1dz3
- Système universitaire de documentation: 084570466
- Museum of New Zealand Te Papa Tongarewa: 50489
- Trove: 817154
- Virtual International Authority File: 47516756
- WorldCat: E39PBJcr8KgHpBCM6GtCRHPJDq